# OR5B12
OR5B12 (англ. Olfactory receptor family 5 subfamily B member 12) – білок, який кодується однойменним геном, розташованим у людей на короткому плечі 11-ї хромосоми. Довжина поліпептидного ланцюга білка становить 314 амінокислот, а молекулярна маса — 35 182.
| 10         |  | 20         |  | 30         |  | 40         |  | 50         |
| ---------- |  | ---------- |  | ---------- |  | ---------- |  | ---------- |
| MENNTEVTEF |  | ILVGLTDDPE |  | LQIPLFIVFL |  | FIYLITLVGN |  | LGMIELILLD |
| SCLHTPMYFF |  | LSNLSLVDFG |  | YSSAVTPKVM |  | VGFLTGDKFI |  | LYNACATQFF |
| FFVAFITAES |  | FLLASMAYDR |  | YAALCKPLHY |  | TTTMTTNVCA |  | CLAIGSYICG |
| FLNASIHTGN |  | TFRLSFCRSN |  | VVEHFFCDAP |  | PLLTLSCSDN |  | YISEMVIFFV |
| VGFNDLFSIL |  | VILISYLFIF |  | ITIMKMRSPE |  | GRQKAFSTCA |  | SHLTAVSIFY |
| GTGIFMYLRP |  | NSSHFMGTDK |  | MASVFYAIVI |  | PMLNPLVYSL |  | RNKEVKSAFK |
| KTVGKAKASI |  | GFIF       |  |            |  |            |  |            |

A: Аланін

C: Цистеїн

D: Аспарагінова кислота

E: Глутамінова кислота

F: Фенілаланін

G: Гліцин

H: Гістидин

I: Ізолейцин

K: Лізин

L: Лейцин

M: Метіонін

N: Аспарагін

P: Пролін

Q: Глутамін

R: Аргінін

S: Серин

T: Треонін

V: Валін

Кодований геном білок за функціями належить до рецепторів, g-білокспряжених рецепторів, білків внутрішньоклітинного сигналінгу. 
Локалізований у клітинній мембрані, мембрані.